# 戸田育英財団
公益財団法人戸田育英財団（とだいくえいざいだん）は、大学、高等専門学校、高等学校などの学生対する奨学金支援と土木工学に対する研究助成を行う公益財団法人。昭和56年（1981年）6月19日に設立された。

## 概観
戸田建設系列の公益財団法人であり、奨学金支援と研究助成を主に行なっている。育英会として著名なあしなが育英会よりも3年早く設立した歴史ある財団である。奨学金支援事業では幅広い専攻の学生に向けて支給し、卒業後の返済や就職先の条件を設定しないなど学生の立場に立った支援が行われている。2019年に発生した新型コロナウイルス感染症の世界的流行によるコロナ禍に際しては奨学金の1ヶ月分を特別給付金として給付することを決定するなどきめ細やかな対応が行われている。
なお同社の一般財団法人戸田みらい基金とは趣旨が違い、戸田みらい基金が建築産業の若手育成を目的とするのに対して、戸田育英財団は学生の奨学金支援と研究助成を主とする活動を行なっており住み分けが行われている。

## 沿革
公益財団法人戸田育英財団は、昭和55（1980）年、当時戸田建設株式会社の会長・二代戸田利兵衛の強い意向を受けて、翌年の同社創業100周年記念事業のひとつとして設立準備が行われた。二代戸田利兵衛の私財並びに戸田建設からの寄附を基に、昭和56（1981）年6月19日、「財団法人戸田育英会」の設立が茨城県より認可され、戸田の出身地である茨城県下の大学、高等専門学校、高等学校の学生・生徒に対する奨学事業を行う公益法人として活動を開始した。その後、奨学事業の範囲を茨城県一県から全国へと展開させるべく準備を重ね、また事業拡充の裏づけとなる財団の資産拡充に努めた結果、平成5(1993)年3月24日、文部省（現文部科学省）より全国の生徒並びに学生を対象に事業を行なう公益法人としての認可を得て、名称を現在の「財団法人戸田育英財団」と改めた。そして今般の公益法人改革に伴い、より公益性の高い事業活動を目指すべく内閣府へ移行認定申請をした結果、平成24（2012）年3月1日に「公益財団法人戸田育英財団」として現在に至る。

## 奨学金支援

### 奨学金(給付型)
全国の指定校を中心として学生に給付型奨学金を支給している。2019年度から指定校以外の学生も出願可能になった。指定校以外の学生も出願が可能であるが、所定のGPA基準を満たす必要があるなどの条件がある。奨学生には年に1回の交流会に参加することと年度末の成績報告が義務付けられているが、それ以外の進路先などの縛りはなく自由で懐が広い財団である。奨学生も土木工学に関する学生だけでなく文系学部から医学系まで幅広い。交流会は毎年12月に学士会館において催され、各界を代表する著名人の講演と立食形式のパーティーが行われている。

## 奨学生採用校(2019年度)
- 北海道大学
- 青山学院大学
- 慶應義塾大学
- 芝浦工業大学
- 東海大学
- 東京大学
- 東京音楽大学
- 東京農業大学
- 東洋大学
- 明治大学
- 立教大学
- 早稲田大学
- 同志社大学
- 立命館大学
- 京都大学
- 筑波大学
- 東京理科大学
- 横浜国立大学
- 和歌山県立大学
- 東京福祉大学
- 愛知大学
- 京都産業大学

なお2019年度採用校であり、指定校とは別である。